# Эттинген, Артур фон
Артур фон Э́ттинген (нем. Arthur Joachim von Oettingen; 1836, Дерпт — 1920, Бенсхайм) — российский и немецкий учёный, физик, физиолог и теоретик музыки; заслуженный профессор.
Брат Августа, Георга и  Александра Эттинген.

## Биография
Родился 16 (28) марта 1836 года в Дерпте в семье лифляндского ландмаршала Александра фон Эттингена (1798–1846) и Елены фон Кнорринг (1794—1863).
Окончил школу Шмидта в Вильянди, после чего обучался в Императорском Дерптском университете; сначала слушал астрономию (1853—1855), затем физику (1855—1859), получив за сочинение об одном классе определённых интегралов степень кандидата. Затем слушал лекции в Сорбонне (1859) и в Берлинском университете (1860—1862). В июне 1862 года он защитил в Дерптском университете магистерскую диссертацию «Der Rückstand der Leidener Batterie als Prüfungsmittel für die Art der Entladung», продолжение которой дало материал для другой диссертации в следующем году.
С 25 июня 1863 года был принят приват-доцентом в Дерптский университет; с марта 1865 года знакомился с метеорологической обсерваторией в Санкт-Петербурге и 4 декабря защитил докторскую диссертацию «О поправках термометров». К этому времени относится большое сочинение Эттингена по теории музыки. С октября 1865 года Эттинген организовал в Дерпте регулярные метеорологические наблюдения.
С 25 марта 1866 года он стал экстраординарным профессором кафедры физики Дерптского университета, с 15 мая 1868 года — ординарный профессор. С 1 января 1880 года по 1886 год был деканом физико-математического факультета; 13 августа 1888 года был утверждён заслуженным профессором.
С 3 декабря 1876 года — член-корреспондент Петербургской Академии наук по физико-математическому отделению.
В 1891 году на выставке во Франкфурте он демонстрировал свой уникальный мостик сопротивлений, а также принял участие в мюнхенском съезде директоров метеорологических сетей, как представитель Лифляндской сети.
В 1893 году по достижении 30 лет учебно-преподавательской деятельности вышел в отставку и отправился читать лекции в Лейпцигском университете (приват-доцентом).
Эттингену принадлежат работы о методах проверки термометров («Die Korrektion der Thermometer insbesondere über Bessels Kalibriermethode», Дерпт, 1865), об электрическом разряде, по термодинамике. Эттинген занимался также метеорологическими наблюдениями и напечатал: «Meteorologische Beobachtungen in Dorpat angestellt mit kritischen Abhandlungen» (1871—93).
В книге «Harmoniesystem in dualer Entwickelung» (Dorpat, Leipzig, 1866; 2-е расшир. издание под назв.: Das duale Harmoniesystem. — Leipzig, 1913) он рассматривал мажор и минор как этический (психофизиологический) и физико-акустический пандан. Работа Эттингена оказала большое влияние на О. Тюрлингса, О. Гостинского и создателя функциональной теории тональной музыки Гуго Римана.
Под редакцией Эттингена продолжалось издание Поггендорфа «Biographisch-litterarisches Handwörterbuch» (с 1896 г., Лейпциг).
Умер 5 сентября 1920 года в Бенсхайме. Похоронен в Лейпциге на Южном кладбище.